# Coenonympha crassepupillata
Coenonympha crassepupillata är en fjärilsart som beskrevs av Gradl 1933. Coenonympha crassepupillata ingår i släktet Coenonympha och familjen praktfjärilar. Inga underarter finns listade i Catalogue of Life.